# Географія Непалу
Непал — південноазійська країна, що знаходиться на південних схилах Гімалаїв, між Індією і Китаєм . Загальна площа країни 147 181 км² (94-те місце у світі), з яких на суходіл припадає 143 351 км², а на поверхню внутрішніх вод — 3 830 км². Площа країни дорівнює ¼ площі території України. 

## Назва
Офіційна назва — Федеративна Демократична Республіка Непал, Непал (неп. नेपाल , संघीय लोकतान्त्रिक गणतन्त्र नेपाल — Непал, Сангхія Локтантрік Ганатантра Непал). Назва країни походить етноніму народу непа, який, у свою чергу, походить від тибетсько-бірманського слова «непа», що означає людей, які приручають домашню худобу. На історичних картах Південної Азії землі долини Катманду та її околиці позначаються як землі народу непар, невар, нева, ньюал тощо. Деякі дослідники стверджують, що етнонім «непа» походить від санскритських слів «ніпа» — підніжжя гір та «алайя» — житло, посилаючись на близькість країни до Гімалаїв. Інші вважають, що назва походить від тибетського «ньямпал», що означає свята земля, що пов'язано з тим фактом, що в цій країні більше 2500 років тому народився засновник буддизму, Сіддхартха Гаутама Будда.

## Географічне положення

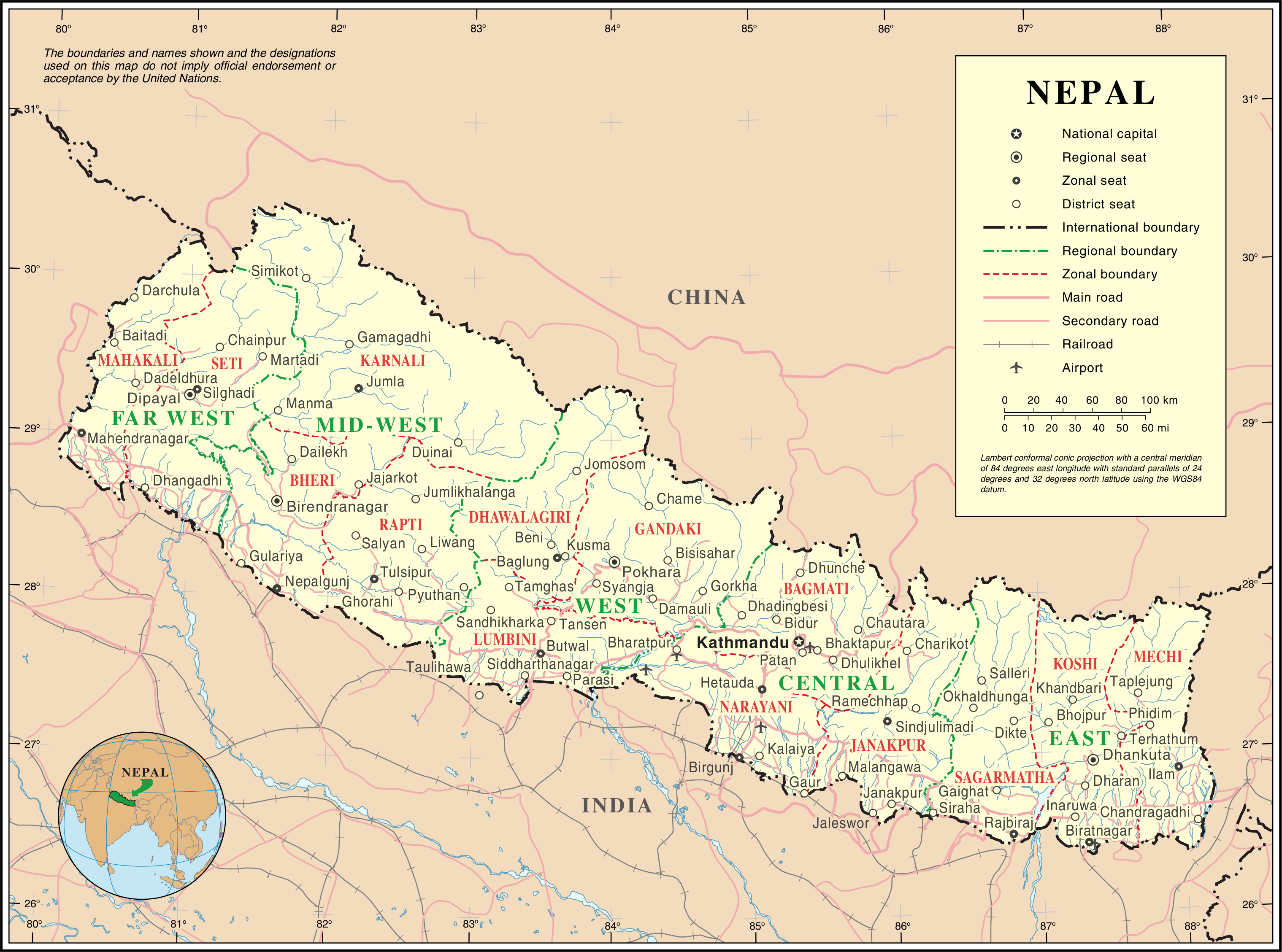
Карта Непалу від ООН

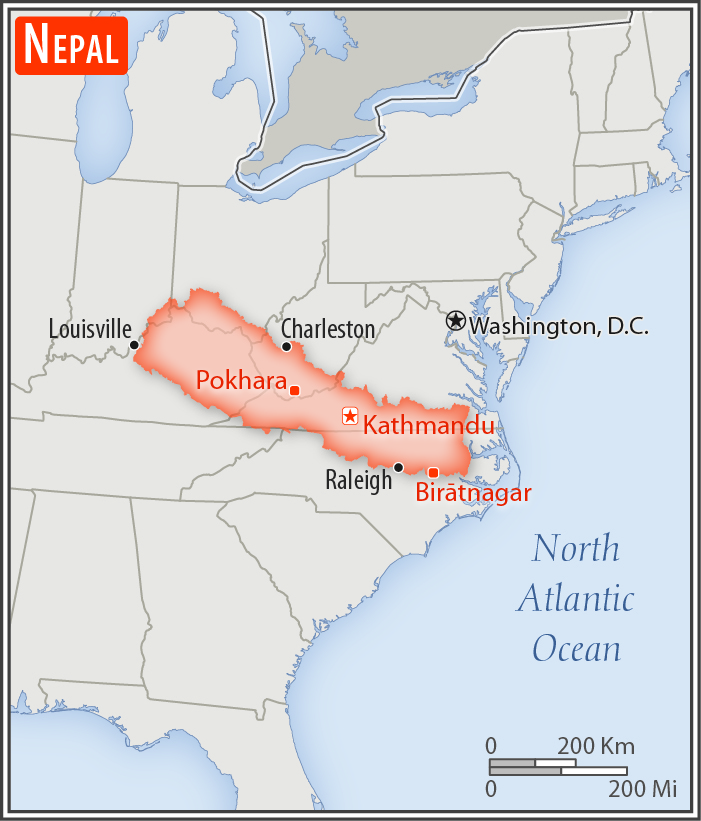
Порівняння розмірів території Непалу та США

Непал — південноазійська країна, що межує з двома іншими країнами: на півночі — з Китаєм (спільний кордон — 1389 км), на півдні — з Індією (1770 км). Загальна довжина державного кордону — 3159 км. Країна не має виходу до вод Світового океану.

### Час
Час у Непалі: UTC+5,75 (+3,75 години різниці часу з Києвом).

## Геологія

### Корисні копалини
Надра Непалу багаті на ряд корисних копалин: кварц, буре вугілля, мідь, кобальт, залізну руду.

## Рельєф
Середні висоти — 2565 м; найнижча точка — уріз води річки Канчан-Калан (70 м); найвища точка — гора Джомолунгма (8850 м).

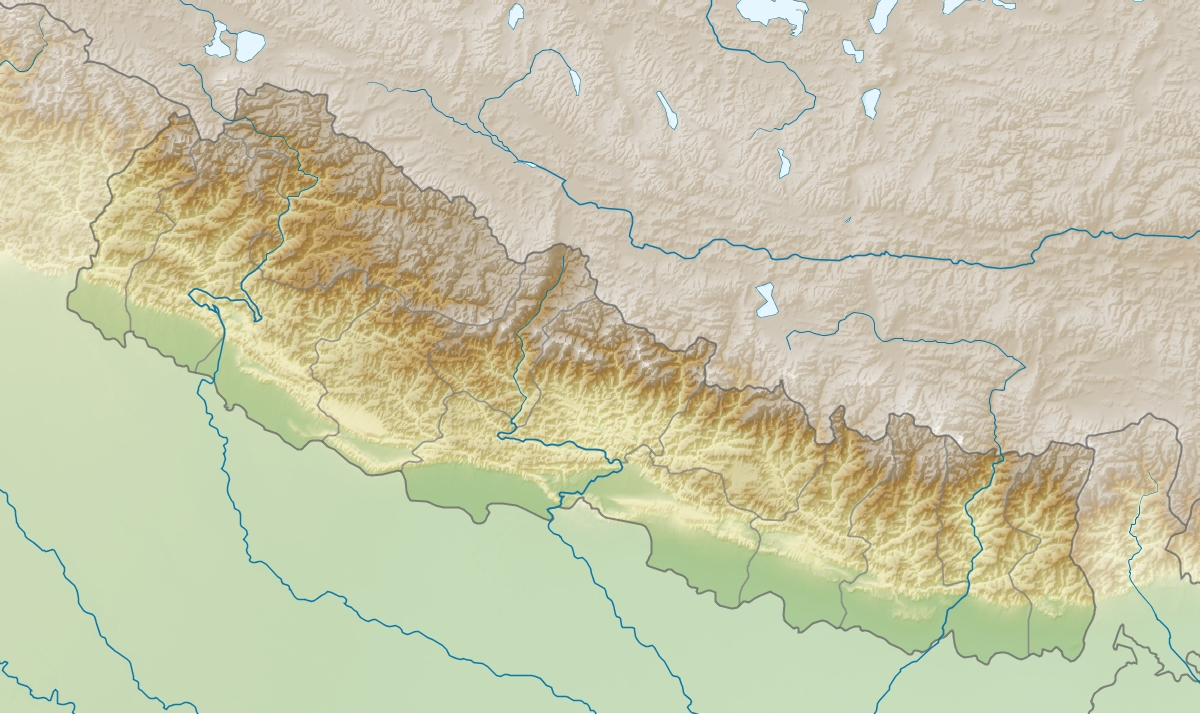
Рельєф Непалу
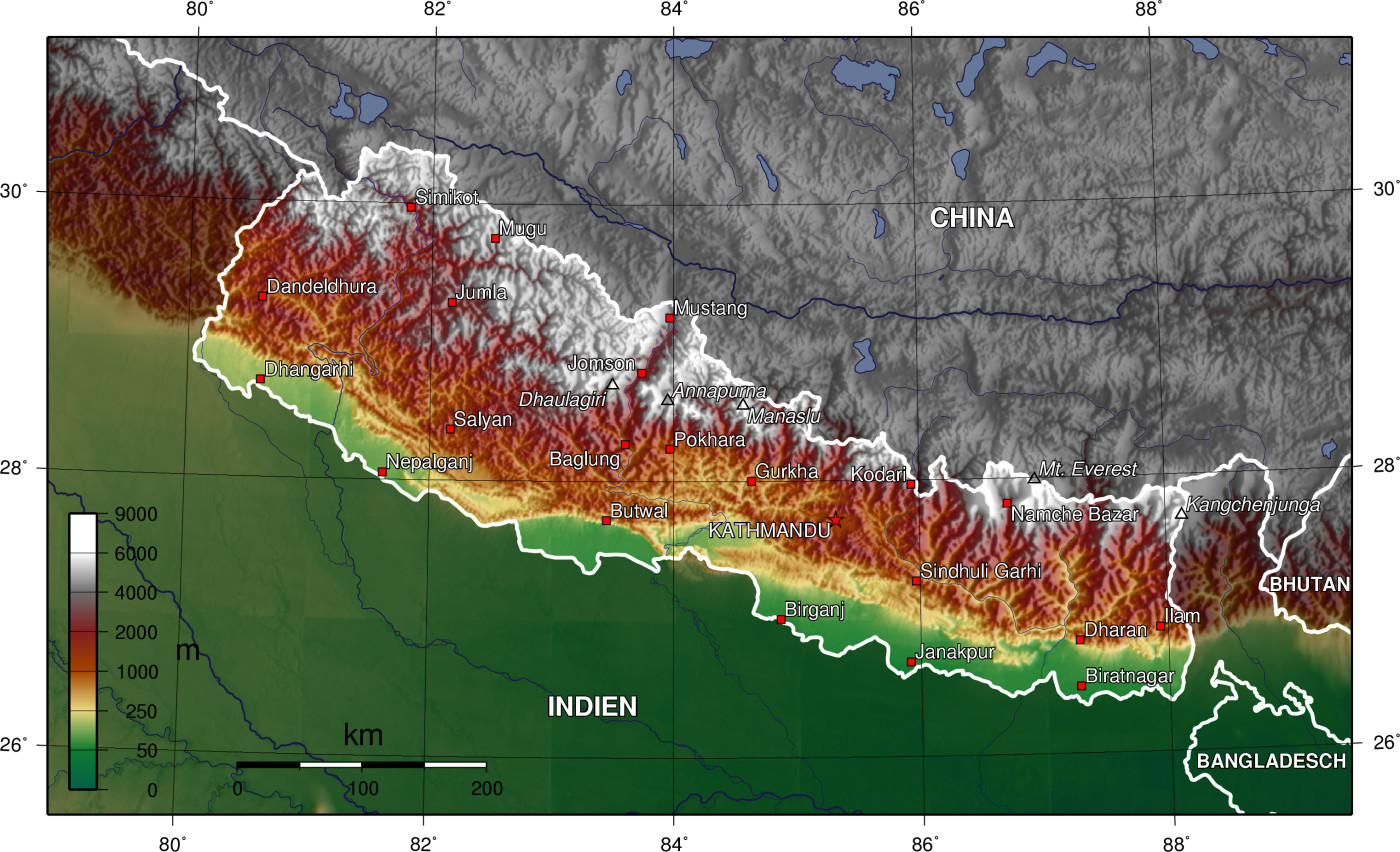
Гіпсометрична карта Непалу
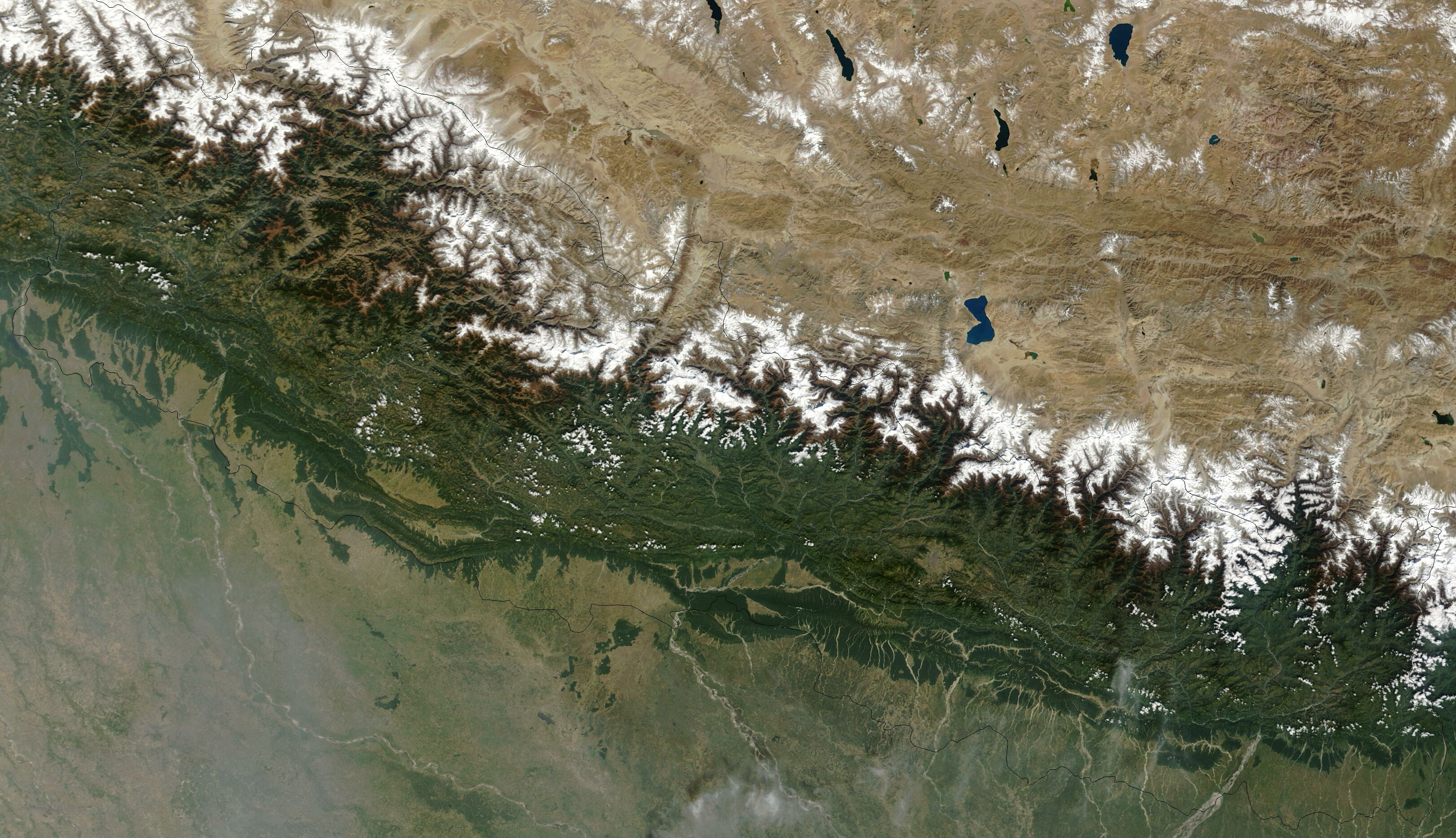
Супутниковий знімок поверхні країни
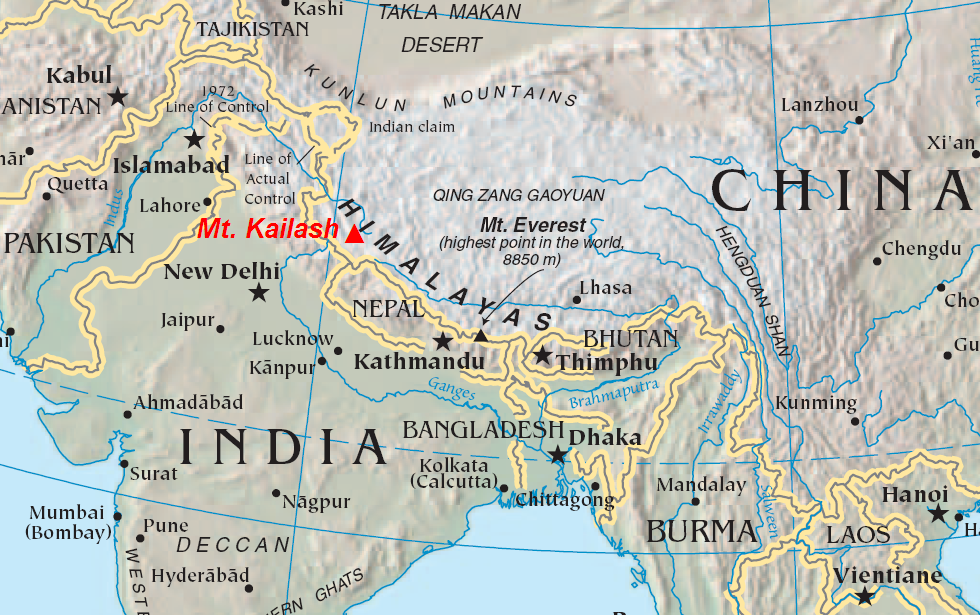
Карта країни (англ.)
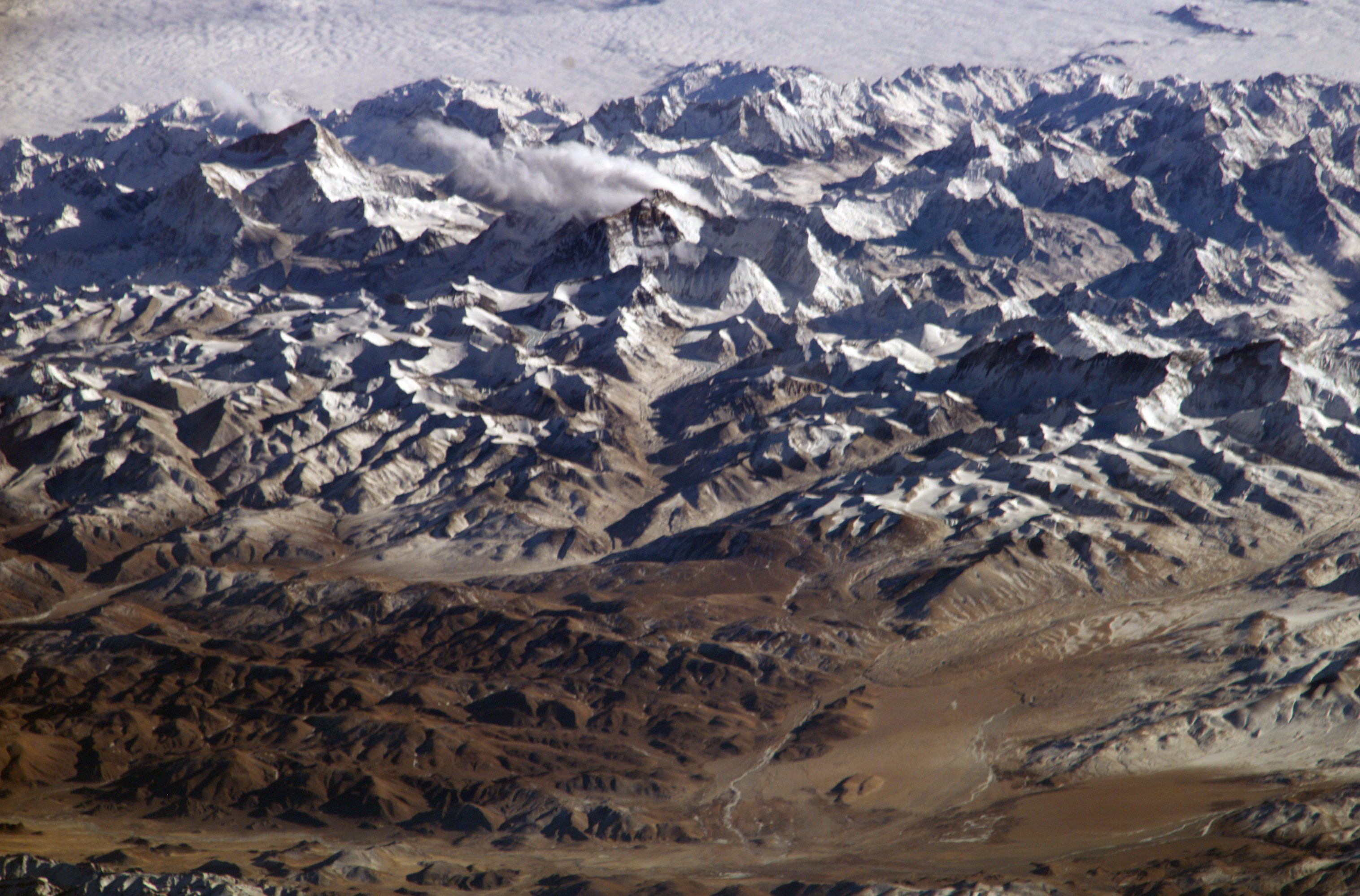
Гімалаї

## Клімат
Територія Непалу лежить у субекваторіальному кліматичному поясі високогірного типу. Влітку переважають екваторіальні повітряні маси, взимку — тропічні. Влітку вітри дмуть від, а взимку до екватора. Сезонні амплітуди температури повітря незначні, зимовий період не набагато прохолодніший за літній; добові досить відчутні. У літньо-осінній період з морів та океанів часто надходять тропічні циклони.

Сонячна радіація (англ.)Сонячна радіація (англ.)
Кліматична карта Непалу (за Кеппеном)

Непал є членом Всесвітньої метеорологічної організації (WMO), в країні ведуться систематичні спостереження за погодою.

## Внутрішні води
Загальні запаси відновлюваних водних ресурсів (ґрунтові і поверхневі прісні води) становлять 210,2 км³. Станом на 2012 рік в країні налічувалось 13,32 тис. км² зрошуваних земель.

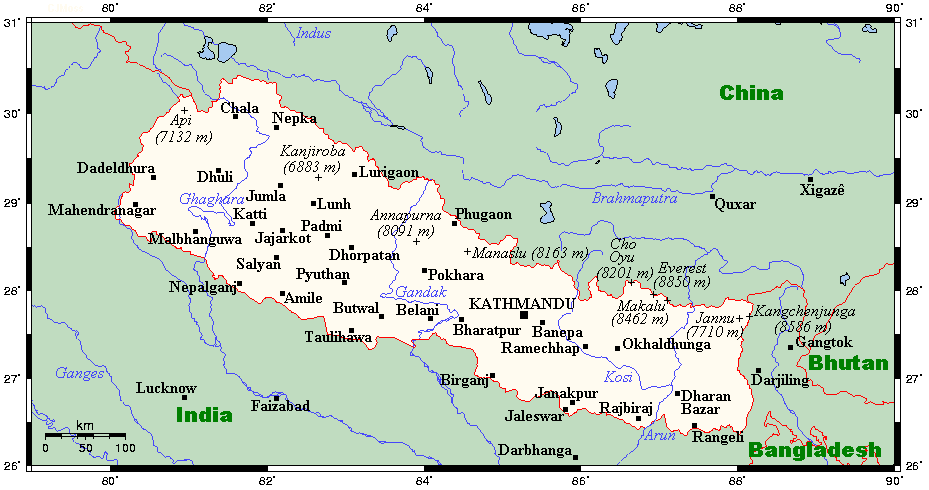
Гідрографічна мережа Непалу
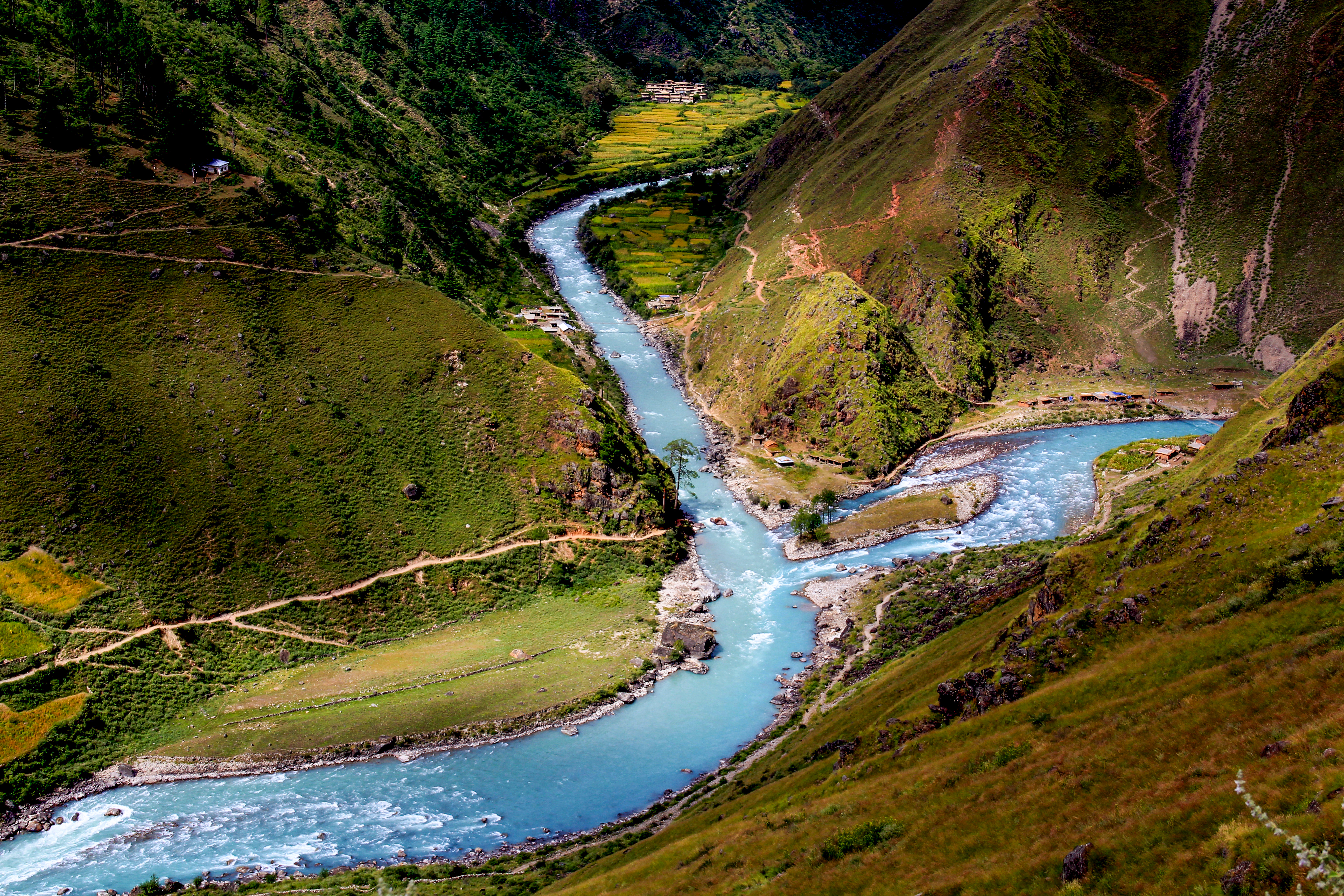
Річка Карналі
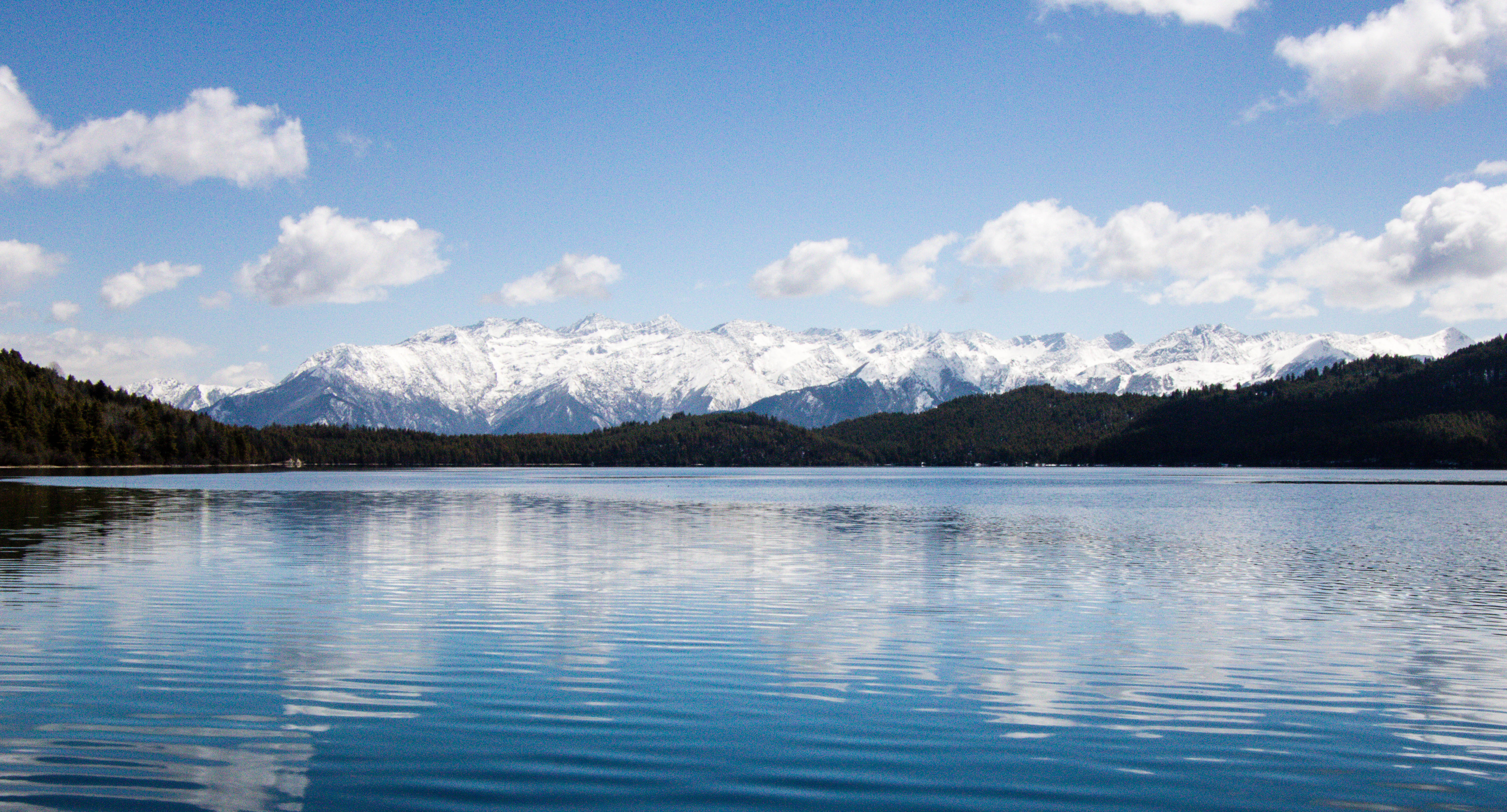
Озеро Рара

### Річки
Річки країни належать басейну Бенгальської затоки Індійського океану.

## Рослинність
Земельні ресурси Непалу (оцінка 2011 року):
- придатні для сільськогосподарського обробітку землі — 28,8 %,
  - орні землі — 15,1 %,
  - багаторічні насадження — 1,2 %,
  - землі, що постійно використовуються під пасовища — 12,5 %;
- землі, зайняті лісами і чагарниками — 25,4 %;
- інше — 45,8 %[1].

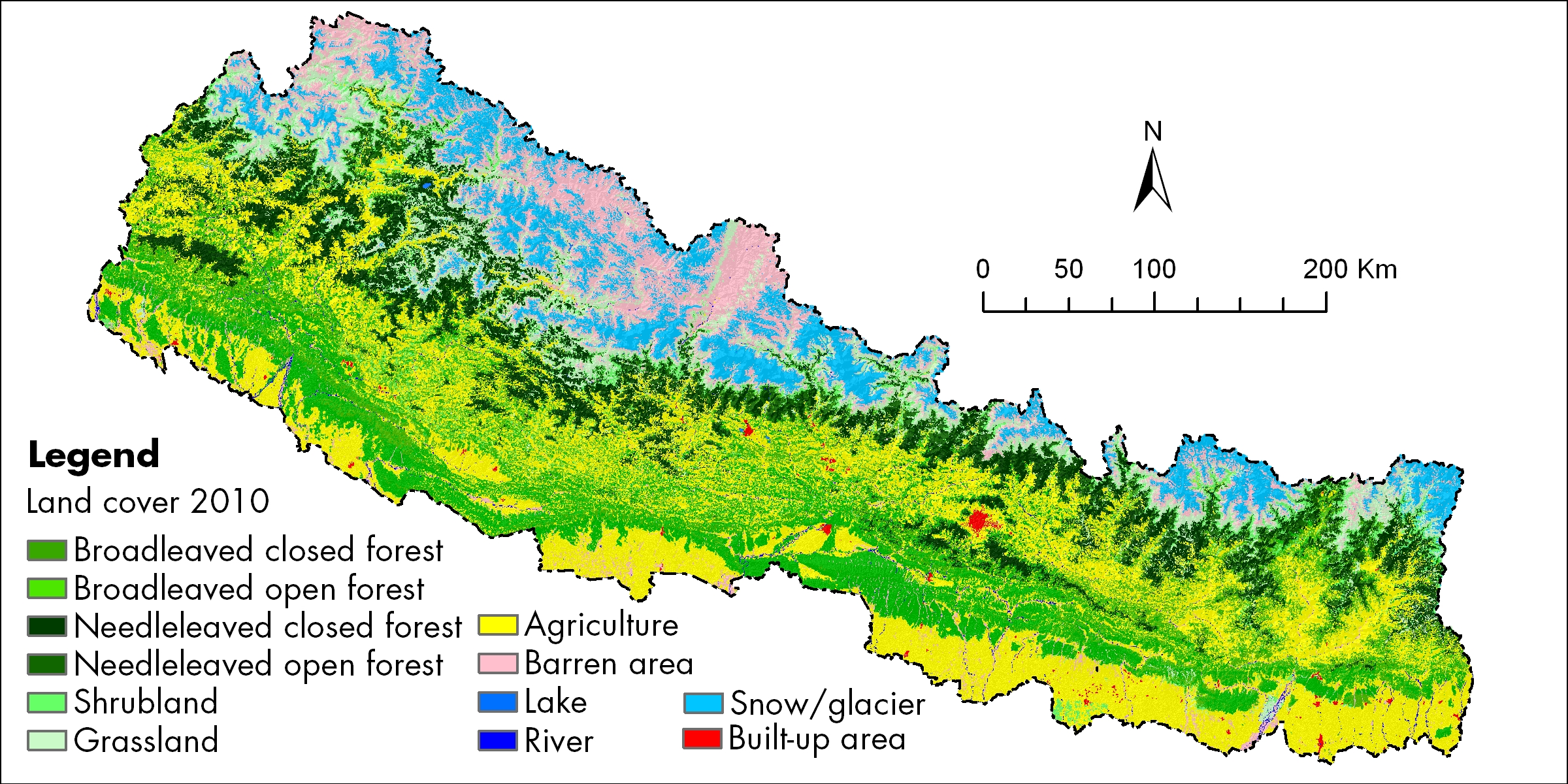
Рослинний покрив, 2010 рік (англ.)
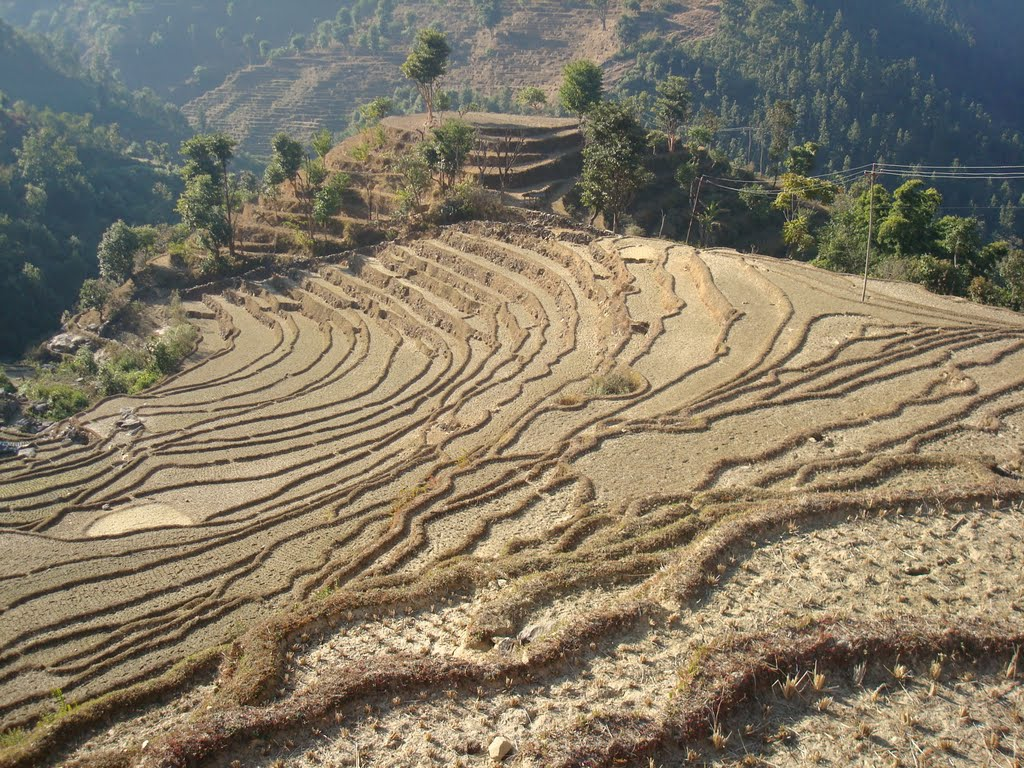
Тераси сільгоспугідь на схилах пагорбів

## Тваринний світ
У зоогеографічному відношенні територія країни відноситься до Гімалайсько-Юньнанської провінції Китайсько-Гімалайської підобласті Голарктичної області.

## Охорона природи
Непал є учасником ряду міжнародних угод з охорони навколишнього середовища:
- Конвенції про біологічне різноманіття (CBD),
- Рамкової конвенції ООН про зміну клімату (UNFCCC),
- Кіотського протоколу до Рамкової конвенції,
- Конвенції ООН про боротьбу з опустелюванням (UNCCD),
- Конвенції про міжнародну торгівлю видами дикої фауни і флори, що перебувають під загрозою зникнення (CITES),
- Базельської конвенції протидії транскордонному переміщенню небезпечних відходів,
- Конвенції з міжнародного морського права,
- Монреальського протоколу з охорони озонового шару,
- Міжнародної угоди про торгівлю тропічною деревиною 1983 і 1994 років,
- Рамсарської конвенції із захисту водно-болотних угідь[1].

Урядом країни підписані, але не ратифіковані міжнародні угоди щодо: Конвенції з охорони морських живих ресурсів.

## Стихійні лиха та екологічні проблеми
На території країни спостерігаються небезпечні природні явища і стихійні лиха: руйнівні шторми; повіді; зсуви ґрунту; посухи.
Серед екологічних проблем варто відзначити:
- знеліснення, через рубки деревини на паливо;
- забруднення вод побутовими і промисловими стоками, стоками тваринницьких господарств;
- забруднення повітря викидами транспортних засобів.

### Українською
- Атлас світу / голов. ред. І. С. Руденко ; зав. ред. В. В. Радченко ; відп. ред. О. В. Вакуленко. — К. : ДНВП «Картографія», 2005. — 336 с. — ISBN 9666315467.
- Атлас. 7 клас. Географія материків і океанів / Укладачі О. Я. Скуратович, Н. І. Чанцева. — К. : ДНВП «Картографія», 2014.
- Бєлозоров С. Т. Географія материків. — К. : Вища школа, 1971. — 371 с.
- Барановська О. В. Фізична географія материків і океанів : навч. посіб. для студентів ВНЗ : [у 2 ч.]. — Н. : Ніжинський державний університет ім. Миколи Гоголя, 2013. — 306 с. — ISBN 978-617-527-106-3.
- Гірничий енциклопедичний словник : у 3 т / за ред. В. С. Білецького. — Д. : Східний видавничий дім, 2001—2004.

- Дубович І. А. Країнознавчий словник-довідник. — 5-те вид., перероб. і доп. — К. : Знання, 2008. — 839 с. — ISBN 978-966-346-330-8.
- Економічна і соціальна географія країн світу. Навчальний посібник / За ред. Кузика С. П. — Л. : Світ, 2002. — 672 с. — ISBN 966-603-178-7.
- Панасенко Б. Д. Фізична географія материків : навч. посіб. : в 2 ч. — В. : ЕкоБізнесЦентр, 1999. — 200 с.
- Фізична географія материків та океанів : підруч. для студ. вищ. навч. закл. : у 2 т / за ред. П. Г. Шищенка. — К. : Видавництво Київського нац. ун-т ім. Т. Шевченка, 2009. — Т. 1. : Азія. — 643 с. — ISBN 978-966-439-257-7.
- Юрківський В. М. Регіональна економічна і соціальна географія. Зарубіжні країни: Підручник. — 2-ге. — К. : Либідь, 2001. — 416 с. — ISBN 966-06-0092-5.

### Англійською
- (англ.) Graham Bateman. The Encyclopedia of World Geography. — Andromeda, 2002. — 288 с. — ISBN 1871869587.

### Російською
- (рос.) Авакян А. Б., Салтанкин В. П., Шарапов В. А. Водохранилища. — М. : Мысль, 1987. — 326 с. — (Природа мира)
- (рос.) Алисов Б. П., Берлин И. А., Михель В. М. Курс климатологии [в 3-х тт.] / под. ред. Е. С. Рубинштейна. — Л. : Гидрометиздат, 1954. — Т. 3. Климаты земного шара. — 320 с.
- (рос.) Апродов В. А. Вулканы. — М. : Мысль, 1982. — 368 с. — (Природа мира)
- (рос.) Апродов В. А. Зоны землетрясений. — М. : Мысль, 2010. — 462 с. — (Природа мира) — ISBN 978-5-244-01122-7.
- (рос.) Бабаев А. Г., Зонн И. С., Дроздов Н. Н., Фрейкин З. Г. Пустыни. — М.  : Мысль, 1986. — 320 с. — (Природа мира)
- (рос.) Букштынов А. Д., Грошев Б. И., Крылов Г. В. Леса. — М. : Мысль, 1981. — 316 с. — (Природа мира)
- (рос.) Власова Т. В. Физическая география материков. С прилегающими частями океанов. Евразия, Северная Америка. — 4-е, перераб. — М. : Просвещение, 1986. — 417 с.
- (рос.) Гвоздецкий Н. А. Карст. — М. : Мысль, 1981. — 214 с. — (Природа мира)
- (рос.) Гвоздецкий Н. А., Голубчиков Ю. Н. Горы. — М. : Мысль, 1987. — 400 с. — (Природа мира)
- (рос.) Долгушин Л. Д., Осипова Г. Б. Ледники. — М. : Мысль, 1989. — 448 с. — (Природа мира) — ISBN 5-244-00315-1.
- (рос.) Географический энциклопедический словарь: географические названия / под. ред. А. Ф. Трёшникова. — 2-е изд., доп. — М. : Советская энциклопедия, 1989. — 585 с. — ISBN 5-85270-057-6.
- (рос.) Исаченко А. Г., Шляпников А. А. Ландшафты. — М. : Мысль, 1989. — 504 с. — (Природа мира) — ISBN 5-244-00177-9.
- (рос.) Словарь современных географических названий / под общей редакцией акад. В. М. Котлякова. — Екатеринбург : У-Фактория, 2006.
- (рос.) Лобова Е. В., Хабаров А. В. Почвы. — М. : Мысль, 1983. — 304 с. — (Природа мира)
- (рос.) Максаковский В. П. Географическая картина мира. Книга I: Общая характеристика мира. — М. : Дрофа, 2008. — 495 с. — ISBN 978-5-358-05275-8.
- (рос.) Максаковский В. П. Географическая картина мира. Книга II: Региональная характеристика мира. — М. : Дрофа, 2009. — 480 с. — ISBN 978-5-358-06280-1.
- (рос.) Непал // Поспелов Е. М. Топонимический словарь. — М. : АСТ, 2005. — 229 с. — ISBN 5-17-016407-6.
- (рос.) Пфеффер П. Азия. — М. : Прогресс, 1982. — 316 с. — (Континенты, на которых мы живем)
- (рос.) Физико-географический атлас мира. — М. : Академия наук СССР и Главное управление геодезии и картографии ГУГК СССР, 1964. — 298 с.
- (рос.) Энциклопедия стран мира / глав. ред. Н. А. Симония. — М. : НПО «Экономика» РАН, отделение общественных наук, 2004. — 1319 с. — ISBN 5-282-02318-0.